# Monodora tenuifolia
Monodora tenuifolia är en kirimojaväxtart som beskrevs av George Bentham. Monodora tenuifolia ingår i släktet Monodora och familjen kirimojaväxter. Utöver nominatformen finns också underarten M. t. schlechteri.

## Bildgalleri

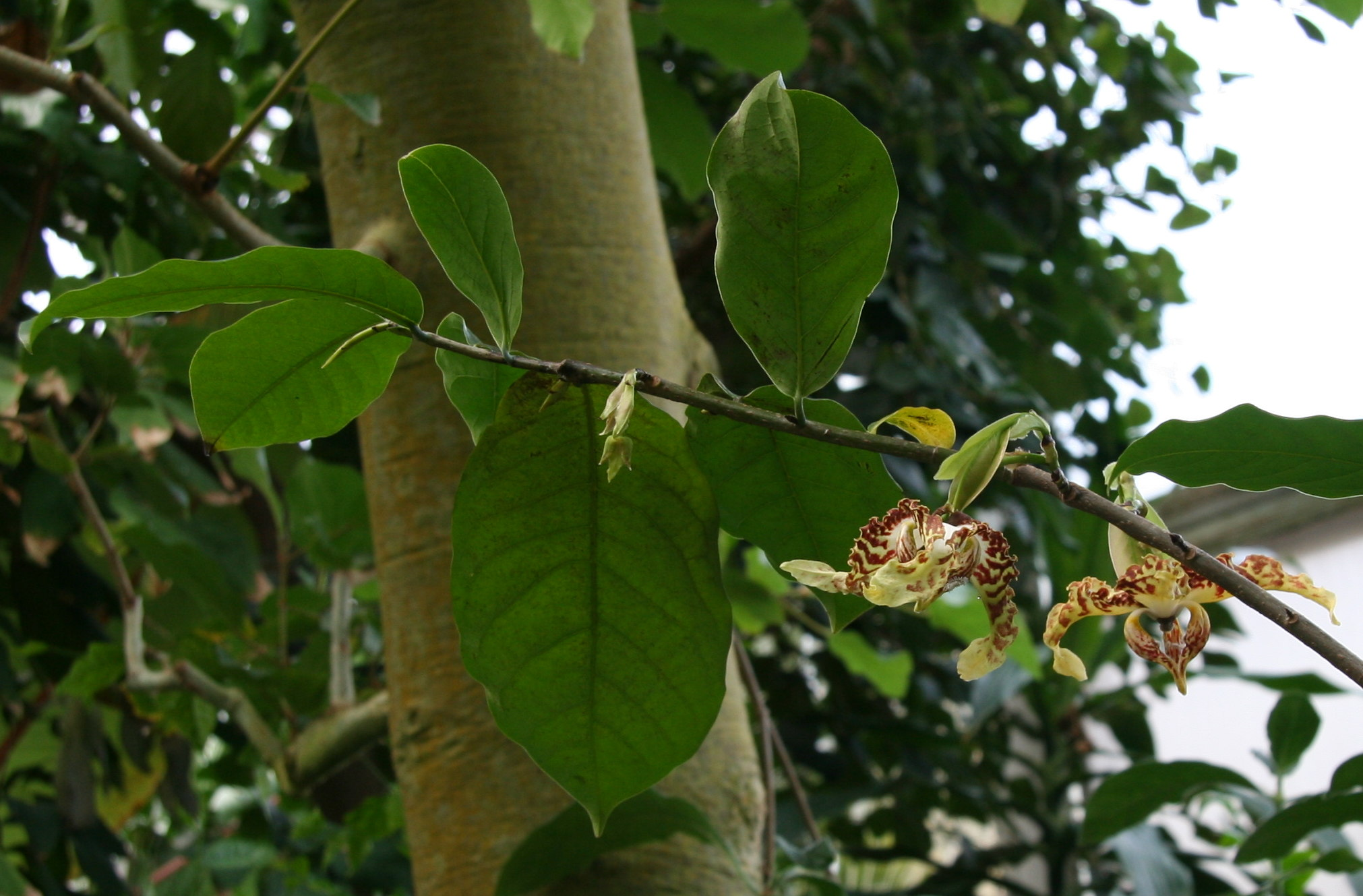
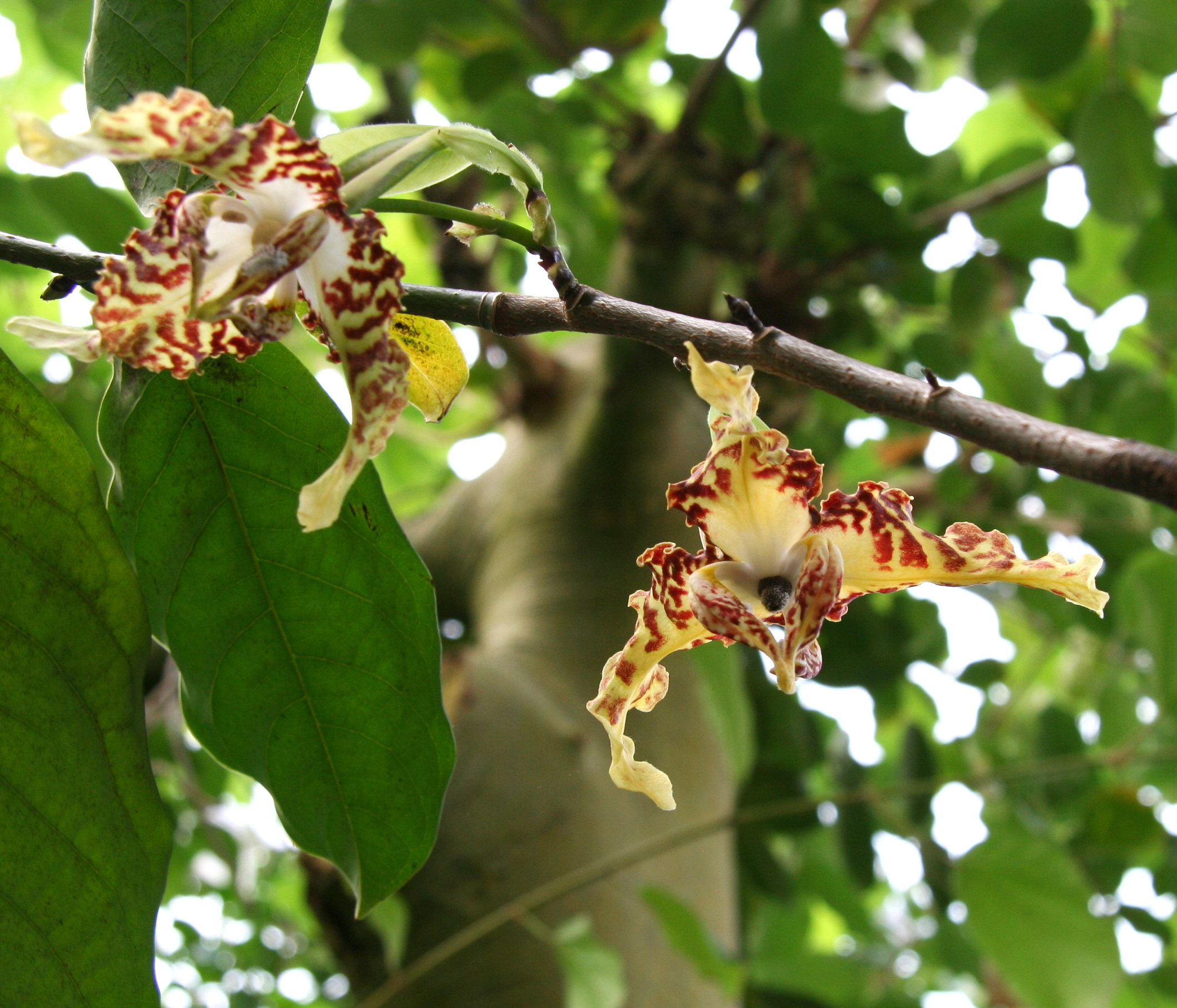